# Südkurier
Der Südkurier (Eigenschreibweise: SÜDKURIER) ist eine regionale Tageszeitung mit Sitz in Konstanz für die Regionen nordwestlicher Bodensee, Hochrhein und Schwarzwald. Das Blatt erscheint sechs Mal pro Woche im Berliner Format (seit 1. März 2010; davor im Rheinischen Format). Die verkaufte Auflage beträgt 90.709 Exemplare, ein Minus von 38,8 Prozent seit 2000. Der Verlag gehört seit Ende 2013 vollständig der Mediengruppe Pressedruck, dem Verleger der Augsburger Allgemeinen.

## Geschichte

### Erste Jahre
| Zeitleiste | Zeitleiste                                                          |
| ---------- | ------------------------------------------------------------------- |
| 1945       | Gründung des Südkuriers                                             |
| 1952       | Kauf der Druckerei am Fischmarkt                                    |
| 1974       | Kauf Hotel Krone                                                    |
| 1977       | Anmietung Hotel Hecht                                               |
| 1980       | Einstieg der Verlagsgruppe Holtzbrinck                              |
| 1987       | Beteiligung an Radio Seefunk                                        |
| 1990       | Aufnahme Produktion in neuer Druckerei                              |
| 1993       | Umzug in neues Verlags- und Redaktionsgebäude                       |
| 1996       | Start Online-Auftritt                                               |
| 2000       | Gründung der Arriva GmbH Gründung der Media Favoriten GmbH          |
| 2008       | Übernahme der ka-news GmbH                                          |
| 2010       | Eröffnung der neuen Druckerei Formatumstellung                      |
| 2011       | Mehrheitsanteil der Südkurier GmbH geht an Mediengruppe Pressedruck |
| 2013       | Vollständige Übernahme durch Mediengruppe Pressedruck               |

Johannes Weyl (1904–1989) war von 1926 bis 1944 Redakteur, Chefredakteur, Prokurist und stellvertretender Leiter der Zeitschriftenabteilung im Ullstein Verlag (seit 1934: Deutscher Verlag). Er erhielt Ende August 1945 von der französischen Besatzungsmacht die Lizenz zur Gründung einer Zeitung in Konstanz. Der Titel Südkurier leitet sich vom Verbreitungsgebiet im deutschen Süden ab. Das Datum der ersten Ausgabe lautete auf den 8. September, sie wurde bereits am Vortag verkauft. Weyl gründete 1945 ebenfalls den Südverlag als einen Buchverlag. Teilhaber der ersten Südkurier-Gesellschaft waren – neben Weyl – der Verleger Paul Christiani, der Luftschiff-Erbauer Hugo Eckener und der Zentrumspolitiker Carl Diez.
Die Startauflage von 100.000 Exemplaren steigerte sich trotz Papierknappheit rasch auf rund 180.000 Stück zum Jahresende 1949. Anfänglich erschienen zwei Ausgaben pro Woche mit vier Seiten. Ab September 1948 erschien der Südkurier dauerhaft dreimal wöchentlich, ab Anfang Oktober 1950 viermal, ab Anfang November 1952 fünfmal pro Woche und schließlich ab Anfang November 1953 werktäglich.
Der Südkurier war als parteipolitisch ungebundenes Blatt konzipiert. Er sah sich rasch politischem Druck von Parteien ausgesetzt, die noch nicht über eine eigene Parteipresse verfügten. Das traf insbesondere auf die Gruppierung Neues Deutschland – Antifaschistische Bewegung für demokratischen Aufbau in der französischen Zone zu. Das Ergebnis der Wahlen in Frankreich vom 21. Oktober 1945 – die Kommunisten gingen als stärkste Partei aus ihr hervor – wirkte sich auf die Pressepolitik in der französischen Besatzungszone aus. Die Besatzungsmacht verfügte nun, dass Vertreter von vier Parteien führend in Redaktion und herausgebende Gesellschaft des Südkurier einzogen (Hermann Fiebing, Hermann Dörflinger, Karl Julius Großhans, Rudi Goguel und Friedrich Munding). Weyl wurde im Januar 1946 von der weiteren Mitarbeit als Verleger beziehungsweise Redakteur ausgeschlossen. Am 29. Dezember 1948 endete diese Episode: Die französische Besatzungsmacht widerrief die Auflösung der ersten Südkurier-Gesellschaft und löste die zweite auf. Weyl erhielt die Lizenz zurück, der Südkurier ging mit Wirkung zum 1. Februar 1949 wieder in seine Hände über.

### 1949 bis 1979
| Chefredakteure                                                 |
| -------------------------------------------------------------- |
| September 1945–Februar 1946 Fritz Harzendorf                   |
| 1946–1949 Redaktionsausschuss mit Vertretern von vier Parteien |
| Sommer 1949 Herbert C. Goldscheider                            |
| 1949–Mai 1950 Otto Häcker                                      |
| 1952–1966 Alfred Gerigk                                        |
| 1966–1987 Franz Oexle                                          |
| 1988–August 1994 Gerd Appenzeller                              |
| September 1994–2005 Werner Schwarzwälder                       |
| 2005–Januar 2010 Thomas Satinsky                               |
| Juni 2010–September 2010 André Uzulis                          |
| Seit Oktober 2010 Stefan Lutz                                  |

1949 erreichte der Südkurier Leser in einem Verbreitungsgebiet, das im Norden bis in den Schwarzwald, im Osten bis Lindau und Wangen sowie im Westen bis an den Hochrhein reichte. In diesem Gebiet betrieb er zu diesem Zeitpunkt 19 Geschäftsstellen.
Am 5. April 1952 erwarb der Südkurier die Druckerei, in der er bislang gedruckt wurde. Der älteste Teil des Komplexes Marktstätte 4 / Am Fischmarkt 5 in Konstanz wurde zwischen 1958 und 1964 umgebaut. In diesem Zusammenhang wurde 1959 eine neue Rotation errichtet. Regional entwickelte sich das Druckhaus zu einem Vorreiter der Drucktechnik, vor allem im Vierfarbdruck. 1965 erreichte die Zahl der Abonnenten die Marke 100.000.
Nach der Kreisreform in Baden-Württemberg von 1973 dehnte der Südkurier sein Verbreitungsgebiet aus. Das geschah durch Lokalausgaben, unter anderem für Titisee-Neustadt und Friedrichshafen.  Das Unternehmen erweiterte in Konstanz seine Raumkapazitäten durch Kauf des benachbarten Hotel Krone (1974) und Anmietung des Hotel Hecht (1977).
Der absehbare Medienwandel – Privat-Hörfunk und Privat-Fernsehen waren in der Diskussion –, die ungelöste Nachfolgefrage sowie erwartbare Kostensteigerungen ließen Weyl seit Mitte der 1970er Jahre nach einem Partner Ausschau halten. 1979 schien dieser gefunden zu sein: Johannes Weyl war sich mit Georg von Holtzbrinck über den Einstieg von dessen Verlagsgruppe einig, zunächst als Minderheitsgesellschafter, später als Mehrheitsgesellschafter.

### 1980 bis 1995

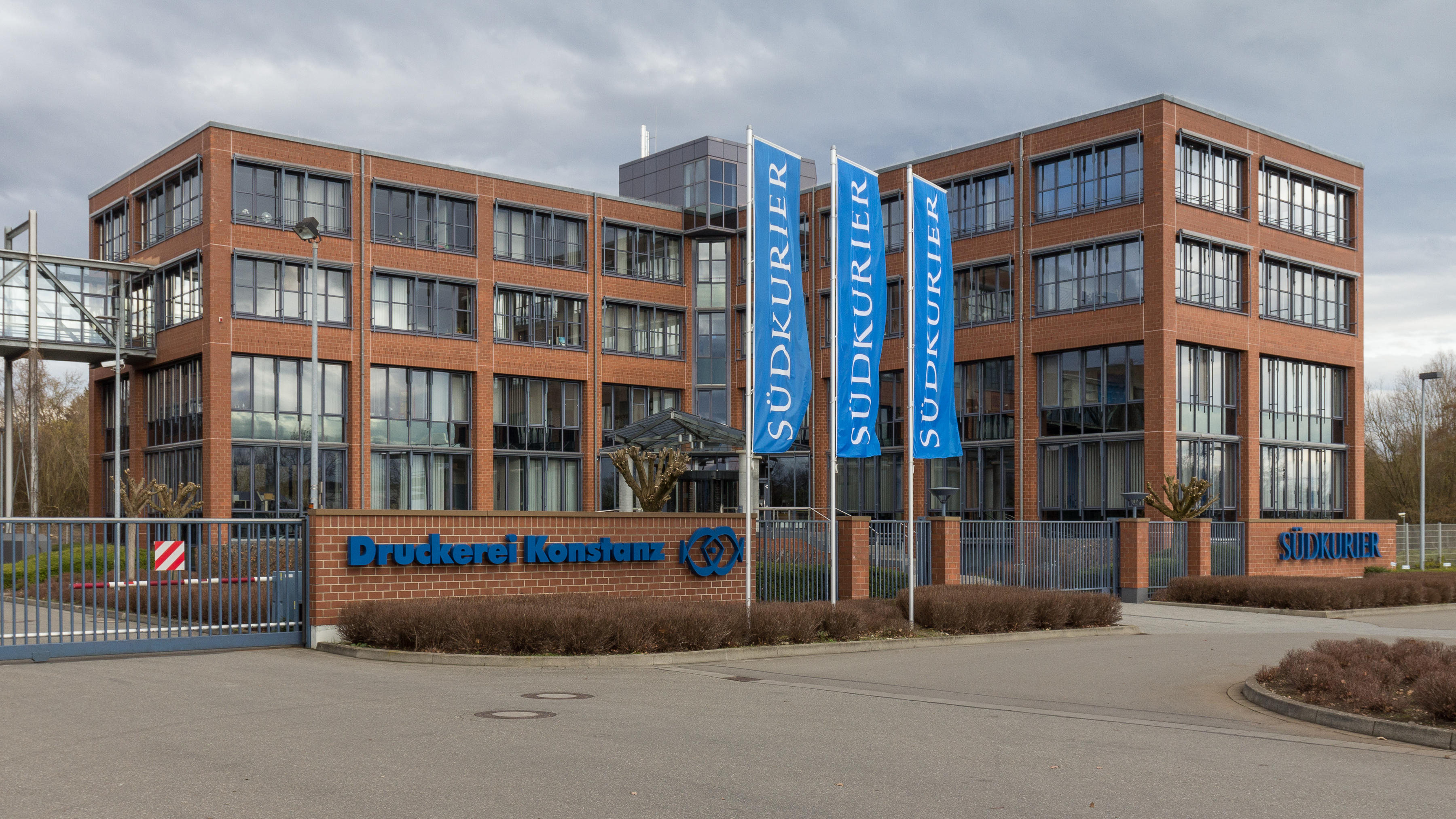
Südkurier / Druckerei Konstanz

Nach dem Kauf von 25 Prozent der Anteile 1980 verlief der Einstieg von Holtzbrinck nicht reibungslos, sondern beschäftigte die Gerichte solange, bis das Oberlandesgericht Karlsruhe 1985 entschied, die Verträge zur Übernahme durch das Stuttgarter Verlagshaus seien rechtens. Zum Jahresende 1985 legte Weyl altershalber seine Tätigkeit als Herausgeber und Geschäftsführer der Südkurier GmbH nieder.
Zwei von der Verlagsgruppe Georg von Holtzbrinck bestellte Geschäftsführer modernisierten das Verlagskonzept des Südkuriers, seine Unternehmensstrukturen und die Produktionsbedingungen. Zugleich senkten sie die Kosten. 1986 erfolgte im Konstanzer Gewerbegebiet „Oberlohn“ der Spatenstich für eine neue Druckerei, die erste Südkurier-Ausgabe wurde dort am 6. Februar 1990 gedruckt. 1990 übernahm Holtzbrinck den Südkurier vollständig.
Um Redaktion und Verlag einerseits sowie Druck andererseits räumlich zusammenzuhalten, bezog der Südkurier 1993 ein neues Verlagsgebäude, das seither mit der Druckerei wieder einen baulichen Gesamtkomplex bildet.
Insgesamt entwickelte sich das Regionalblatt bis Mitte der 1990er Jahre zu einem Medien- und Dienstleistungsunternehmen, das neben Tageszeitungen auch Anzeigenblätter und viele andere Druckerzeugnisse herstellte. Auch die Zustellung von Zeitungen und Prospekten gehörte – organisiert als eigene GmbH – dazu. Überdies stieg die Südkurier-Unternehmensgruppe 1987 mit einer Beteiligung an Radio Seefunk in den Hörfunk ein; 2018 wurde sie veräußert. 1992 gründete der Südkurier das Callcenter Auf Draht, das sich auf das Verlagswesen konzentrierte.

### Seit 1996
1996 startete das Medienhaus seine Tätigkeit als Internet-Dienstleister und Content Provider mit dem Online-Dienst SKOL.de (Abkürzung für SüdKurier OnLine). Dies mündete im Jahr 2000 in die Gründung einer neuen Tochter, der Media Favoriten GmbH, die SKOL.de zunächst zum regionalen Portal ausbaute, ab 2002 jedoch darauf setzte, Inhalte des Südkuriers online verfügbar zu machen; im April 2003 wurde SKOL.de in www.suedkurier.de umbenannt. Seit 2003 ist der Südkurier ebenfalls als ePaper verfügbar.
Anfang 1999 übernahm der Südkurier die damals seit 15 Jahren bestehende psg – Presse- und Verteilservice Baden-Württemberg GmbH, ein Direktzustellunternehmen. Im selben Jahr erfolgte die Gründung von Anzeiger Südwest, um das Geschäft mit Anzeigenblättern zu organisieren. Südkurier und Badischer Verlag gründeten 2000 die Arriva GmbH, um die gemeinsamen Logistikkapazitäten der Zeitungsausträger für die Postzustellung zu nutzen. 2007 wurde Arriva an die Pin-Gruppe veräußert; im Oktober 2008 kauften Badischer Verlag und Südkurier das Unternehmen zurück. Zum 1. Juli 2008 übernahm das Medienhaus die Mehrheit an der ka-news GmbH, die die Karlsruher Online-Tageszeitung ka-news herausgibt.
Ende Februar 2010 wurde die Eröffnung der neuen Druckerei gefeiert. Seither erfolgt der Druck der Zeitung auf einer Maschine, die kein Wasser mehr benötigt (Hersteller: Koenig & Bauer). Zeitgleich stellte die Zeitung auf das Berliner Format um. Seit 2010 ist zudem die Nutzung von Südkurier-Apps für mobile Anwendungen möglich.
Das Augsburger Unternehmen Mediengruppe Pressedruck erwarb 2011 die Mehrheit an der Südkurier GmbH (51 Prozent), zwei Jahre später erfolgte die Übernahme der restlichen Anteile. Mitte 2013 organisierte der Südkurier seine Digitalausgabe als Paid Content.
Ende Oktober 2013 ging ein neues Blockheizkraftwerk in Betrieb, dessen Energie die Druckerei nutzt.
Neben erweiterten Angeboten für Leser schuf die Südkurier GmbH auch spezielle Angebote für Gewerbetreibende, etwa 2009 ein digitales Branchenbuch (heute Regiostars) oder Lösungen für gewerbliche Websites (Profi-Homepage), sowie für Touristen und Touristiker (seit 2002 zum Beispiel bodenseeferien.de). Seit 2013 besteht weiterhin das digitale Stellenportal Jobs im Südwesten. Eine Zeitung der Schweizer Nachbarstadt Kreuzlingen übernahm der Südkurier Ende 2017: die Kreuzlinger Zeitung. 2018 integrierte das Medienhaus die Info Kommunal Verlags GmbH; dieses Unternehmen produziert Gemeinde- und Amtsblätter.
Im Jahr 2021 bündelte der Südkurier seine Vermarktungsexperten aus verschiedenen Unternehmensteilen in der SK ONE GmbH. Unter dem Dach der SK ONE sind auch die Content-Marketing- und Digital-Agenturen sowie die Prospektverteilung, die HR-Marketing-Spezialisten und Tourismus-Experten des Südkurier im Einsatz.
2025 übernahm das Südkurier Medienhaus das Singener Wochenblatt.

### Auflagenentwicklung

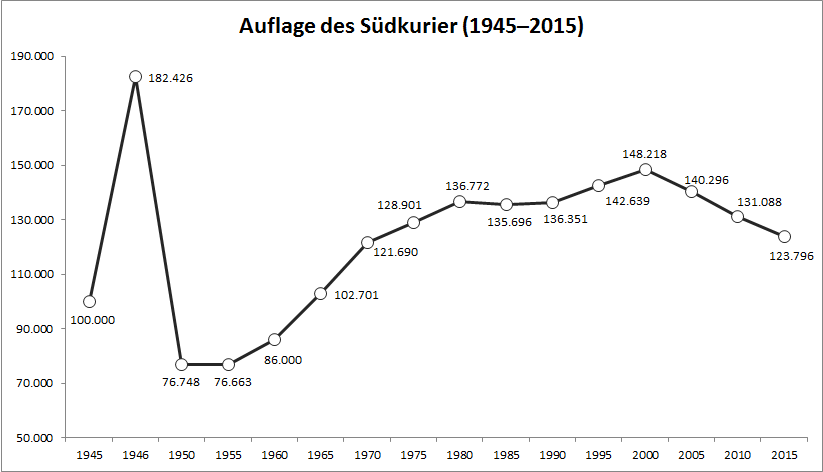
Auflagenentwicklung bis 2015

Der Südkurier startete 1945 mit einer Auflage von 100.000 Exemplaren. 1946 erreichte er den Spitzenwert von mehr als 182.000 Stück. Das zugeteilte Papierkontingent begrenzte Erscheinungshäufigkeit, Seitenumfang und Auflagenhöhe. So erschien die Zeitung ab September 1945 zweimal, ab September 1948 dreimal und ab November 1953 werktäglich.
Die Währungsreform führte zu einem deutlichen Rückgang der Verkaufszahlen.
1965 überschritt die Auflage erneut die Schwelle von 100.000 Exemplaren. Um die Jahrtausendwende wurden fast 150.000 Stück verkauft, seither ist die Auflage gesunken, ein Trend fast aller deutscher Tageszeitungen.
Der Anteil der Abonnements an der verkauften Auflage liegt bei 84,1 Prozent.

## Zeitung und Unternehmen heute

### Redaktionen
Redaktionell geführt wird die Zeitung von der Chefredaktion mit Sitz in Konstanz. Dort ebenfalls ansässig sind die Redaktionen für
- Online
- Politik und Hintergrund
- Wirtschaft
- Kultur
- Sport und Regionalsport
- Sonderthemen

Lokalredaktionen unterhält der Südkurier in folgenden Orten:

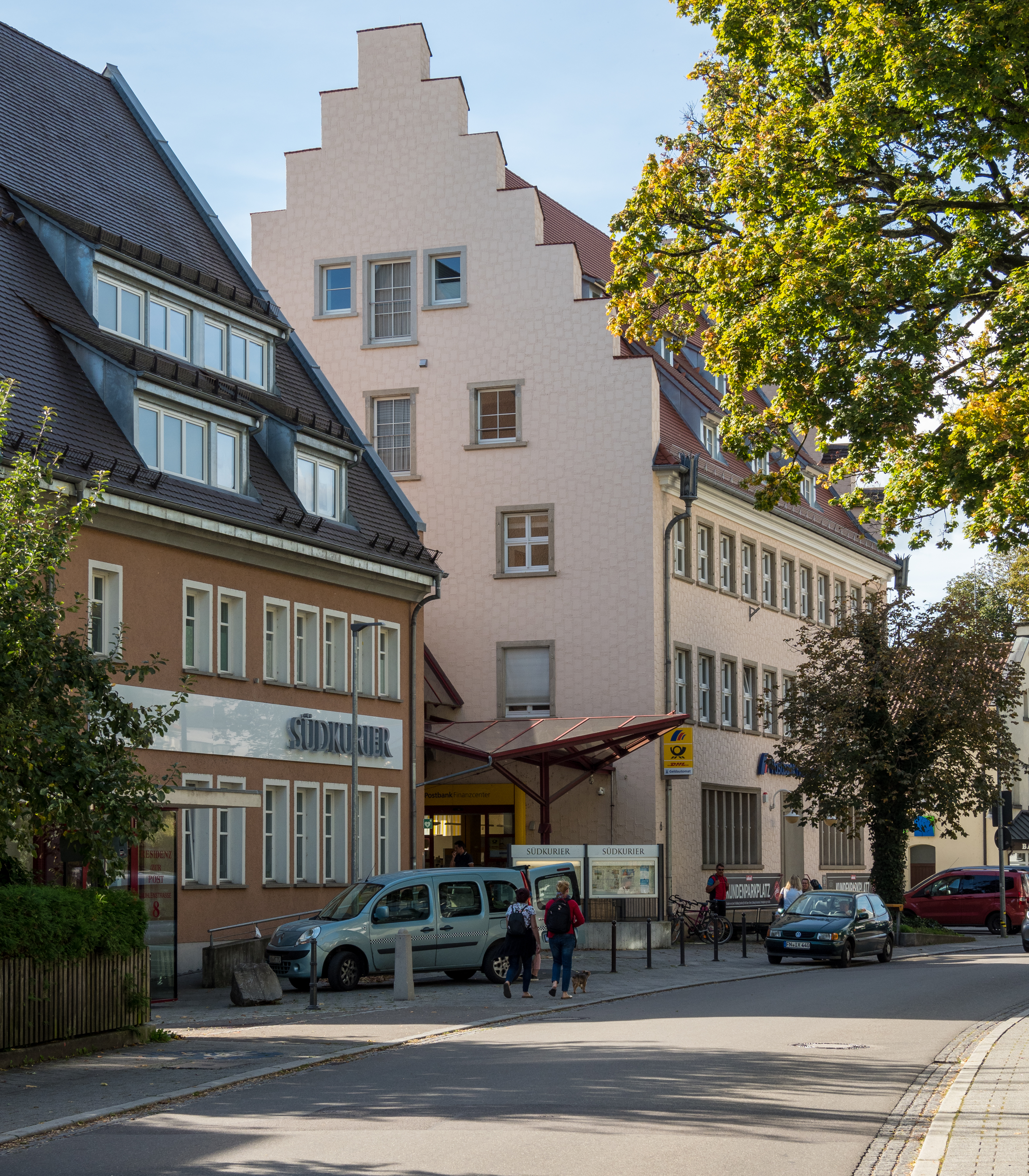
Überlingen: Büros des Südkurier und Postgebäude

- Landkreis Konstanz:
  - Konstanz
  - Singen
  - Radolfzell am Bodensee
  - Stockach

- Bodenseekreis-Oberschwaben:

- - Friedrichshafen
  - Markdorf
  - Überlingen

- Region Schwarzwald-Baar-Heuberg
  - Villingen-Schwenningen
  - Bad Dürrheim
  - Donaueschingen
  - St. Georgen im Schwarzwald
  - Triberg
  - Furtwangen im Schwarzwald
  - Blumberg

- Linzgau-Zollern-Alb
  - Pfullendorf
  - Meßkirch

- Hochrhein
  - Waldshut-Tiengen
  - Bad Säckingen
  - Bonndorf im Schwarzwald
  - Rheinfelden

### Leistungsspektrum
Die Südkurier GmbH bietet ihren Kunden folgendes Leistungsspektrum:
- Tageszeitungen: Der Südkurier gibt – zusammen mit der Heimatzeitung Alb-Bote – 17 Lokalausgaben heraus
- Wochenzeitungen: Diese sind rechtlich in der SK ONE GmbH organisiert
- Amts- und Gemeindeblätter: Verantwortlich dafür ist die Info-Kommunal Verlags-GmbH
- ka-news als Nachrichten-Portal für den Raum Karlsruhe, zuständig ist die ka-news GmbH
- Digitale Geschäftsmodelle, Medien und Online-Services für Geschäftskunden: Diese werden durch die Media Favoriten, Gesellschaft für interaktive Kommunikation mbH angeboten
- Stellenportal Jobs im Südwesten
- Private Postdienstleistungen – die Südkurier GmbH hält die Hälfte der Anteile der arriva GmbH
- Austeil- und Zustellleistungen, insbesondere für Prospekte und Anzeigenblätter, über die Direkt-Kurier Zustell GmbH
- Zustellung von unadressierten Presseprodukten, Werbesendungen, Katalogen und Sonderwerbeformen über die psg Presse- und Verteilservice Baden-Württemberg GmbH
- Druck von Zeitungen, Werbebeilagen, Magazinen und Broschüren durch die Druckerei Konstanz GmbH
- Produktion sowie Digital- und Offsetdruck von Verlagsdrucksachen, Werbedrucksachen und Sonderprodukten durch die werk zwei, Print + Medien Konstanz GmbH
- Dienstleistungen vor dem eigentlichen Druck wie Anzeigen- und Seitenproduktion sowie Druckplattenherstellung mit Hilfe der MediaPro Medienproduktion und Service GmbH
- Callcenter-Leistungen durch die verlagseigene Auf Draht Telefon- und Direktmarketing GmbH

### Einbindung, Leitung und Personal
Die Mediengruppe Pressedruck, nach eigenen Angaben das siebtgrößte Zeitungshaus in Deutschland, ist Alleingesellschafter der Südkurier GmbH.
David Lämmel ist seit Anfang 2025 alleiniger Geschäftsführer der Südkurier GmbH. Chefredakteur ist Stefan Lutz.
Nach Angaben der Südkurier GmbH liegt die Zahl der Beschäftigten über 800.

## Rezeption und Engagement

### Auszeichnungen

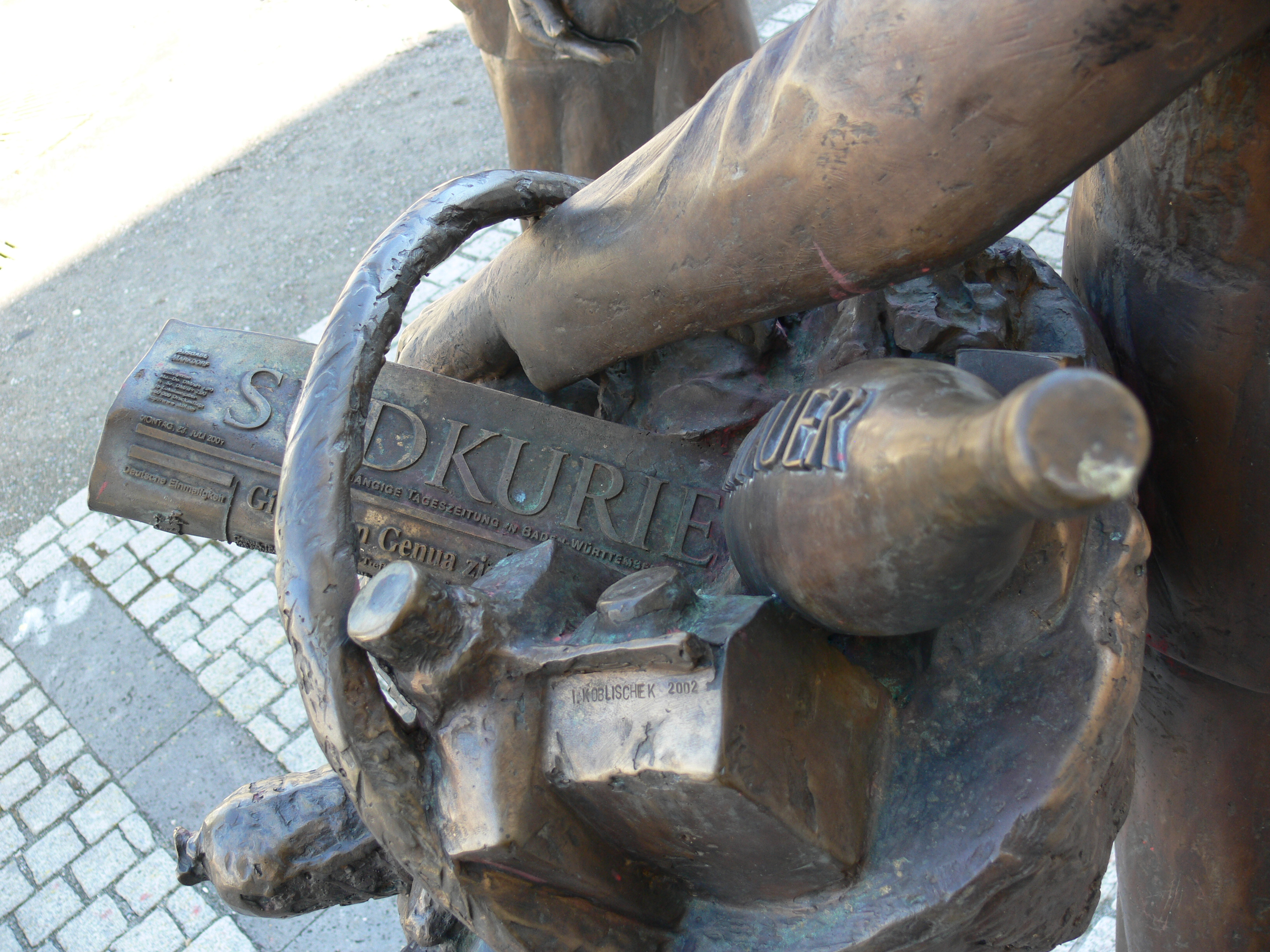
Friedrichshafen: Südkurier im Einkaufskorb einer Marktbesucherin („Marktfrauengruppe“ von Ingo Koblischek, Bronze, 2002)

Der Südkurier ist mehrfach geehrt worden:
- Die Konrad-Adenauer-Stiftung zeichnete die Zeitung für ihr Relaunch-Konzept mit dem 1. Preis des Deutschen Lokaljournalistenpreises 2010 aus.[70] Preise für die Jahre 2012 (Kategorie Geschichte),[71] 2014 (Kategorie Gesellschaft)[72] und 2015 (Kategorie Menschen)[73] gingen ebenfalls an die Zeitung. Für seine Corona-Berichterstattung wurde der Südkurier erneut von der Konrad-Adenauer-Stiftung mit dem 1. Preis des Deutschen Lokaljounalistenpreises 2020 ausgezeichnet[74].
- Die WAN-IFRA (World Association of Newspapers and News Publishers) sprach dem Südkurier für sein Medienprojekt Klasse! 2011 einen Sonderpreis des World Young Reader Prize zu.[75]
- Durch gestalterische Leistungen in den Jahren 2012 bis 2020 zählte der Südkurier jeweils zu den Preisträgern des European Newspaper Award.[76]

### Kritik
Im Oktober 2013 kritisierte der Medien- und Werbe-Experte Wolfgang Koschnick den Südkurier. Ein Interview mit ihm über sein werbekritisches Buch sei nicht erschienen, weil der Südkurier offenbar Angst habe, Werbekunden zu verlieren. Dies habe ihm ein Redakteur der Zeitung schriftlich mitgeteilt. Koschnick kritisierte das Verhalten des Redakteurs und des Südkuriers als „Unterwerfung unter die Werbung“. Am 19. Oktober 2013 griff das Medienmagazin Zapp den Fall auf.
2015 wurde der Zeitung der Konstanzer Maultaschenpreis für „besonders beschäftigtenfeindliches Unternehmerverhalten“ verliehen.
2016 wurde ein Redakteur, der den Konstanzer Oberbürgermeister mehrfach im Blatt kritisiert hatte, abgemahnt und in den Innendienst versetzt. Hintergrund sei die Sorge, die Stadtverwaltung könne als Anzeigenkunde ausfallen oder selbst ein Amtsblatt auflegen. Die Chefredaktion hingegen gab als Grund an, der Redakteur habe sich wiederholt nicht an das Vier-Augen-Prinzip gehalten.

### „Corporate Social Responsibility“
Die Leserschaft engagiert sich seit Bestehen der Nachsorgeklinik Tannheim (1997) für diese Einrichtung. Bis Ende 2016 spendete sie, Aufrufen der Zeitung folgend, mehr als 7 Millionen Euro. Der Südkurier ist für seine kontinuierliche Unterstützung mit dem Medienpreis 2008 der Deutschen Kinderkrebsnachsorge geehrt worden.